# (100605) 1997 SR1
(100605) 1997 SR1 es un asteroide perteneciente al cinturón de asteroides, descubierto el 23 de septiembre de 1997 por el equipo del Observatorio Astronómico de Farra d'Isonzo desde el Observatorio Astronómico de Farra d'Isonzo, Farra d'Isonzo, Italia.

## Designación y nombre
Designado provisionalmente como 1997 SR1.

## Características orbitales
1997 SR1 está situado a una distancia media del Sol de 2,525 ua, pudiendo alejarse hasta 2,967 ua y acercarse hasta 2,083 ua. Su excentricidad es 0,174 y la inclinación orbital 3,746 grados. Emplea 1466,24 días en completar una órbita alrededor del Sol.

## Características físicas
La magnitud absoluta de 1997 SR1 es 16,1.